# RIZIN LANDMARK 10
RIZIN LANDMARK 10 in NAGOYA（ライジン・ランドマーク・テン・イン・ナゴヤ）は、日本の総合格闘技団体「RIZIN」の大会の一つ。2024年11月17日に名古屋市国際展示場（ポートメッセなごや）で開催された。

## 概要
RIZIN LANDMARK 9から7ヶ月後に開催された今大会ではRIZIN初のポートメッセなごやで開催された。メインイベントでは、前RIZINフェザー級王者のヴガール・ケラモフが再起戦として、RIZIN LANDMARK 8で対戦予定だった摩嶋一整と対戦した。

## 対戦カード

### オープニングファイト
第1試合 キックボクシングルール 55.0kg契約ワンマッチ 3分3R
×  としぞう vs.  JIN ○
3R終了 判定0-3
第2試合 MMA特別ルール 66.0kg契約ワンマッチ 5分2R
×  TATSUMI vs.  平松翔 ○
2R 2:53 TKO（ドクターストップ:カットによる出血）
第3試合 MMA特別ルール 120.0kg契約ワンマッチ 5分2R
○  稲田将 vs.  佐々木克義 ×
1R 1:38 アームバー
第4試合 MMA特別ルール 61.0kg契約ワンマッチ 5分2R
○  窪田泰斗 vs.  日比野"エビ中"純也 ×
2R 0:26 TKO（右フック→パウンド）

### 本戦
第1試合 MMAルール 57.0kg契約ワンマッチ 5分3R
×  北方大地 vs.  アリベク・ガジャマトフ ○
1R 3:20 TKO（グラウンドパンチ）
第2試合 MMAルール 61.0kg契約ワンマッチ 5分3R
○  アラン“ヒロ”ヤマニハ vs.  山本聖悟 ×
2R 3:07 リアネイキッドチョーク
第3試合 MMAルール 61.0kg契約ワンマッチ 5分3R
×  白川ダーク陸斗 vs.  マゲラム・ガサンザデ ○
3R終了 判定0-3
第4試合 MMAルール 57.0kg契約ワンマッチ 5分3R
×  村元友太郎 vs.  トニー・ララミー ○
3R終了 判定0-3
第5試合 MMAルール 57.0kg契約ワンマッチ 5分3R
×  柴田"MONKEY"有哉 vs.  ヒロヤ ○
3R終了 判定0-3
第6試合 MMAルール 57.0kg契約ワンマッチ 5分3R
○  伊藤裕樹 vs.  イ・ジョンヒョン ×
3R 2:59 TKO（グラウンドでの肘打ち）
第7試合 MMAルール 71.0kg契約ワンマッチ 5分3R
○  キム・ギョンピョ vs.  倉本大悟 ×
1R 3:59 TKO（グラウンドパンチ）
第8試合 MMAルール 66.0kg契約ワンマッチ 5分3R
×  鈴木博昭 vs.  秋元強真 ○
3R終了 判定0-3
第9試合 MMAルール 120.0kg契約ワンマッチ 5分3R
○  スダリオ剛 vs.  加藤久輝 ×
3R 1:12 TKO（ドクターストップ:カットによる出血）
第10試合 MMAルール 61.0kg契約ワンマッチ 5分3R
×  昇侍 vs.  芦澤竜誠 ○
2R 1:05 TKO（ボディへの膝蹴り→パンチ連打）
第11試合 MMAルール 49.0kg契約ワンマッチ 5分3R
○  浜崎朱加 vs.  シン・ユリ ×
2R 1:15 アームロック
第12試合 MMAルール 66.0kg契約ワンマッチ 5分3R
○  ヴガール・ケラモフ vs.  摩嶋一整 ×
1R 0:32 TKO（右フック→グラウンドでの肘打ち）

### カード変更
カード変更は以下の通り。
- ビクター・コレスニック vs. 武田光司 →コレスニックの緊急手術で全治4週間のため試合中止。
- イゴール・タナベ vs. マルコス・ヨシオ・ソウザ →ソウザが右肋骨を骨折したため試合中止。